# (20362) Trilling
(20362) Trilling est un astéroïde de la ceinture principale.

## Description
(20362) Trilling est un astéroïde de la ceinture principale. Il fut découvert le 1er mai 1998 à la station Anderson Mesa par le programme LONEOS. Il présente une orbite caractérisée par un demi-grand axe de 2,52 UA, une excentricité de 0,13 et une inclinaison de 10,0° par rapport à l'écliptique.

## Compléments